# Yichun (Heilongjiang)
Yichun (伊春S, YīchūnP) è una città-prefettura ubicata a nord del fiume Songhua 
nella provincia dello Heilongjiang nel nord-est della Cina ed è completamente circondata da boschi. Nel 2007 aveva un PIL 15,4 miliardi di RMB con un tasso di crescita dell'11,5%.

## Suddivisioni
|    |                      |          |                 |                    |            |                |                                                             |
| #  | Nome                 | Hanzi    | Hanyu Pinyin    | Popolazione (2003) | Area (km²) | Densità (/km²) | Ex divisione                                                |
| 1  | Distretto di Yimei   | 伊美区   | Yīměi Qū        | 186 982            | 2 359      | 79,26          | Yichun, Meixi                                               |
| 2  | Distretto di Wucui   | 乌翠区   | Wūcuì Qū        | 76 376             | 2 814      | 27,14          | Wumahe, Cuiluan                                             |
| 3  | Distretto di Youhao  | 友好区   | Yǒuhǎo Qū       | 72 989             | 3 827      | 19,07          | Youhao, Shangganling                                        |
| 4  | Distretto di Jinlin  | 金林区   | Jīnlín Qū       | 91 959             | 2 307      | 39,86          | Jinshantun, Xilin                                           |
| 5  | Tieli                | 铁力市   | Tiělì Shì       | 303 914            | 6 593,3    | 46,09          | cessione della città di Langxiang alla contea di Daqingshan |
| 6  | Contea di Jiayin     | 嘉荫县   | Jiāyīn Xiàn     | 68 579             | 7 273      | 9,42           | nessun cambiamento                                          |
| 7  | Contea di Tangwang   | 汤旺县   | Tāngwàng Xiàn   | 52 126             | 4 425      | 11,77          | Tangwanghe, Wuyiling                                        |
| 8  | Contea di Fenglin    | 丰林县   | Fēnglín Xiàn    | 98 894             | 5 263      | 18,79          | Wuying, Hongxing, Xinqing                                   |
| 9  | Contea di Nancha     | 南岔县   | Nánchà Xiàn     | 118 593            | 3 088      | 38,40          | abbassata al livello di contea                              |
| 10 | Contea di Daqingshan | 大箐山县 | Dàqìngshān Xiàn | 77 714             | 1 066,7    | 72,85          | Dailing e parte di Tieli (città di Langxiang)               |